# Kazimierz Bińkowski

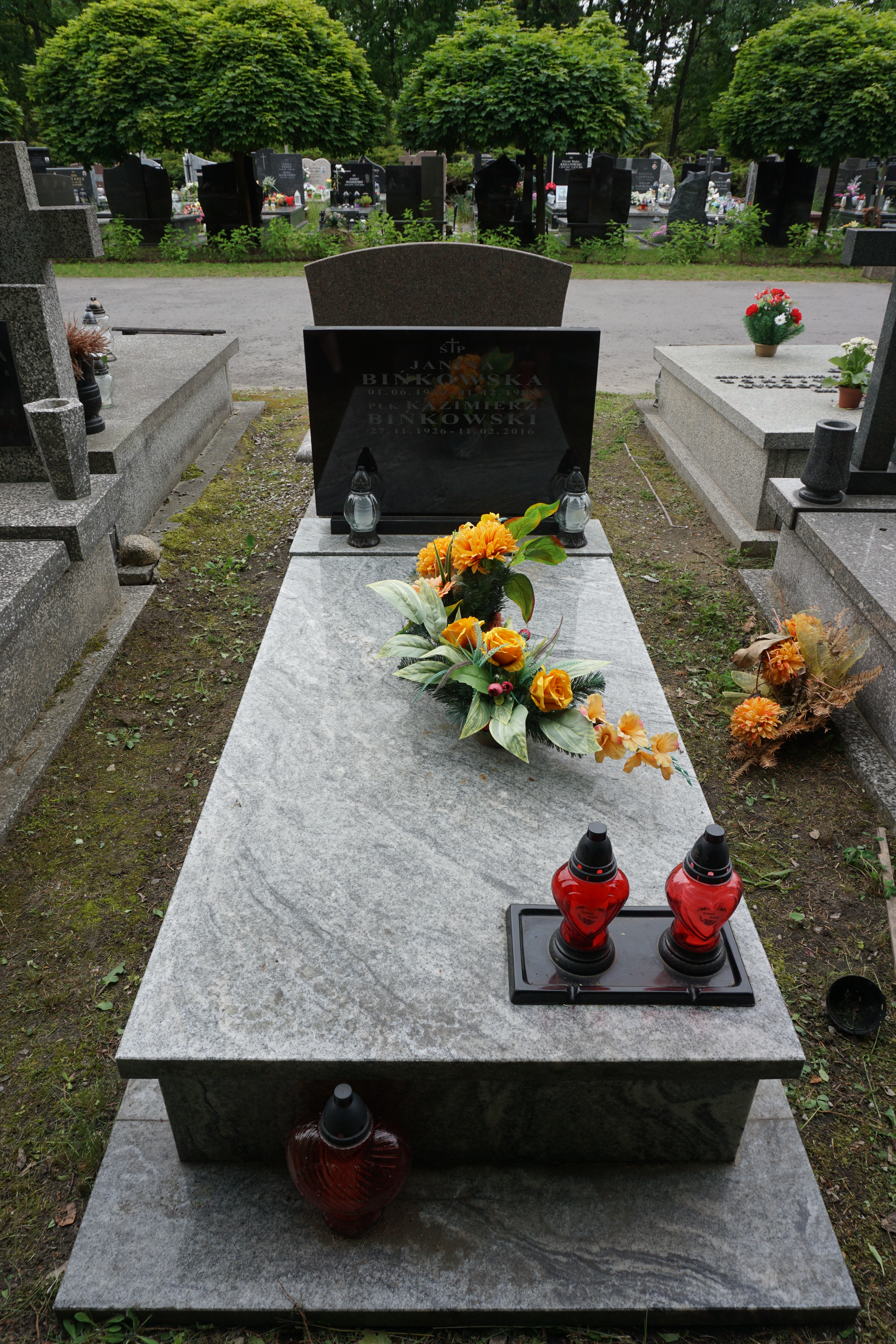
Grób Kazimierza Bińkowskiego na cmentarzu komunalnym Północnym

Kazimierz Bińkowski (ur. 27 listopada 1926, zm. 11 lutego 2016) – polski siatkarz, zawodnik reprezentacji Polski w 1950, mistrz Polski (1949).

## Życiorys
Był zawodnikiem AZS-u Warszawa, z którym w 1949 zdobył mistrzostwo Polski, w 1950 brązowy medal mistrzostw Polski, w 1950 i 1951 Puchar Polski oraz CWKS Warszawa, z którym w 1952 roku zdobył Puchar Polski i brązowy medal mistrzostw Polski. W 1950 rozegrał 10 spotkań w reprezentacji Polski, m.in. na mistrzostwach Europy, na których reprezentacja Polski zajęła szóste miejsce.